# Майнільський інцидент

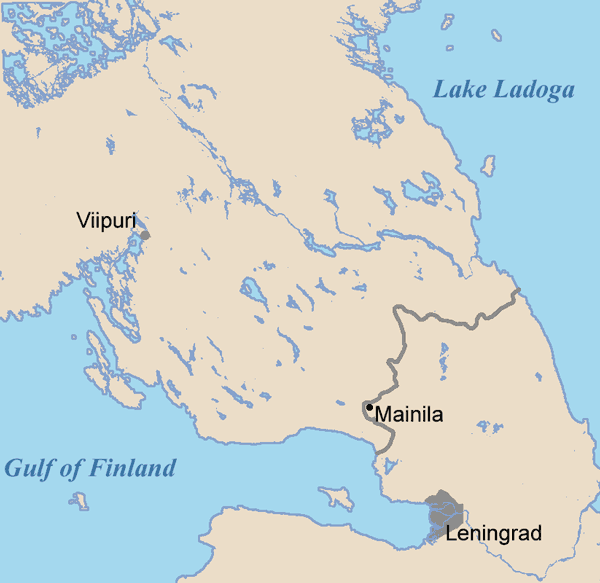
Майніла на мапі з кордонами на 1939 рік

Майнільський інцидент — радянська провокація, що була використана керівництвом СРСР, як формальний привід для початку радянсько-фінської війни 1939 року.

## Історія
26 листопада 1939 на першій сторінці газети «Правда» з'явилась стаття «Шут гороховый на посту премьера», що стала сигналом до початку антифінської пропагандистської кампанії.
У цей же день, за донесенням у Москву командувача військами Ленінградського військового округу командарма II рангу К. П. Мерецкова штаб округу отримав термінове повідомлення про обстріл фінською артилерією підрозділу Червоної армії, дислокованого північніше Майніли. Було вбито 4 й поранено 9 червоноармійців. З Москви надійшов наказ готуватися до контрудару. Для розслідування обставин інциденту виїхав начальник оперативного відділу штабу округу полковник Тихомиров П. Г. Результати розслідування, як і прізвища загиблих, в СРСР не публікувалися.
За офіційним повідомленням уряду СРСР 26 листопада 1939 року о 15:45 фінська артилерія в районі Майніли випустила сім снарядів по позиціях 68-го стрілецького полку на радянській території. Загинуло три червоноармійці і один молодший командир. У той же день наркомат закордонних справ СРСР звернувся з нотою протесту до уряду Фінляндії і зажадав відводу фінських військ від кордону на 20-25 км.
Фінський уряд заперечив факт обстрілу радянської території і запропонував спільно провести розслідування інциденту відповідно до Конвенції про прикордонних комісарів від 24 вересня 1928 року, а також заявив про готовність «приступити до переговорів з питання про взаємне відведення військ на певну відстань від кордону».
28 листопада уряд СРСР кваліфікував ноту уряду Фінляндії як неприйнятну, фактично відмовився від спільного розслідування інциденту й заявив, що «вважає себе вільним від зобов'язань, взятих на себе відповідно до пакту про ненапад» між Фінляндією і СРСР.
29 листопада 1939 року посланнику Фінляндії в Москві була вручена нота про розрив дипломатичних відносин з Фінляндією. Голова Раднаркому (уряду) СРСР Вячеслав Молотов по московському радіо заявив: «ворожа по відношенню до нашої країни політика нинішнього уряду Фінляндії примушує нас вжити негайних заходів для забезпечення зовнішньої державної безпеки». У тому ж виступі, не згадуючи про Майнільський інцідент, В. Молотов повідомив про якийсь-то «артилерійський обстріл наших військових частин під Ленінградом, що привів до тяжких жертв у червоноармійських частинах»". Увечері 29 листопада політичні й господарські представники СРСР були відкликані із Гельсінкі.
29 листопада фінський уряд направив ноту у якій погоджувався відвести свої війська «на таку відстань від Ленінграду, за якої не можна було би говорити, що вони загрожують безпеці цього міста». На цю ноту уряд Фінляндії не отримав відповіді, за винятком усного зауваження, що «вже занадто пізно».
30 листопада о 8 годині ранку війська Ленінградського фронту отримали наказ перейти кордон з Фінляндією. У той же день президент Фінляндії Кюесті Калліо оголосив війну СРСР.
17 квітня 1940 року, за 5 днів після підписання мирного договору між СРСР і Фінляндією, Йосип Сталін на нараді, присвяченій підсумкам війни із Фінляндією, розкрив причини, необхідність цієї війни, та її вчасність, з точки зору уряду СРСР:
| Нельзя ли было обойтись без войны? Мне кажется, что нельзя было. Невозможно было обойтись без войны. Война была необходима, так как мирные переговоры с Финляндией не дали результатов, а безопасность Ленинграда надо было обеспечить безусловно, ибо его безопасность есть безопасность нашего Отечества. Не только потому, что Ленинград представляет процентов 30-35 оборонной промышленности нашей страны и, стало быть, от целостности и сохранности Ленинграда зависит судьба нашей страны, но и потому, что Ленинград есть вторая столица нашей страны. Прорваться к Ленинграду, занять его и образовать там, скажем, буржуазное правительство, белогвардейское - это значит дать довольно серьезную базу для гражданской войны внутри страны против Советской власти. Вот вам оборонное и политическое значение Ленинграда как центра промышленного и как второй столицы нашей страны. Вот почему безопасность Ленинграда есть безопасность нашей страны. Ясно, что коль скоро переговоры мирные с Финляндией не привели к результатам, надо было объявить войну, чтобы при помощи военной силы организовать, утвердить и закрепить безопасность Ленинграда и, стало быть, безопасность нашей страны. Второй вопрос: а не поторопились ли наше Правительство, наша Партия, что объявили войну именно в конце ноября - начале декабря, нельзя ли было отложить этот вопрос, подождать месяца два - три - четыре, подготовиться и потом ударить? Нет. Партия и Правительство поступили совершенно правильно, не откладывая этого дела и, зная, что мы не вполне еще готовы к войне в финских условиях, начали активные военные действия именно в конце ноября - начале декабря. Все это зависело не только от нас, а, скорее всего, от международной обстановки. Там, на Западе, три самых больших державы вцепились друг другу в горло; когда же решать вопрос о Ленинграде, если не в таких условиях, когда руки заняты и нам представляется благоприятная обстановка для того, чтобы их в этот момент ударить? [6] |

## Сучасний погляд
За часів «перебудови» стали відомі кілька версій Майнільського інциденту. За однією з них обстріл позицій 68-го полку провів секретний підрозділ НКВС. За іншою, взагалі ніякої стрілянини не було, і в 68-му полку 26 листопада не було ні убитих, ні поранених. Є й інші версії. Але, на жаль, ніяких документальних підтверджень жодна з них поки не має.
На думку відомого історика Михайла Семиряги провокація в Майнілі «була влаштована природно, тими, кому вона була вигідна. У цій ситуації вона була вигідна лише радянській стороні, щоб мати привід для денонсації договору про ненапад із Фінляндією.»